# Irina Nakhova
Irina Isayevna Nakhova (en russe : Ирина Исаевна Нахова), née en 1955 à Moscou) est une artiste russe.
En 2015, Nakhova est devenue la première femme artiste à représenter la Russie dans son pavillon à la Biennale de Venise.
Elle travaille avec différents médiums comme la peinture, la photographie l'installation (avec sons, capteurs et matériaux gonflables, notamment). Elle est lauréate du prix Kandinsky 2013.

## Biographie

### Jeunesse et formation
Irina Isayevna Nakhova naît en 1955 à Moscou. Son père, Isai Nakhov, est philologue.
À 14 ans, sa mère l'a emmenée à l'atelier de Victor Pivovarov. Ce dernier joue un rôle important dans sa vie et devient plus tard son mentor.
Nakhova est diplômée du département de design graphique de l'Institut polygraphique de Moscou en 1978.

### Carrière
Membre de l'Union des Artistes d'URSS (en) de 1986 à 1989, et, aux côtés de ses amis et collègues Ilya Kabakov, George Kisevalter (en), Vladimir Sorokin, Dmitri Prigov et Andrei Monastyrski (en), elle est considérée comme l'un des membres fondateurs du conceptualisme moscovite. Nakhova reçoit une reconnaissance internationale en tant que jeune artiste pour Rooms (1983-1987), la première « installation totale » de l'art russe, une série d'environnements qui fusionnaient la tradition picturale du modernisme tardif avec des pratiques conceptuelles et d'installation. Situées dans l'appartement de Moscou où elle vit encore aujourd'hui, ses rooms (chambres) sont des « allégories sociales » austères en réponse au manque de soutien institutionnel pour les artistes moscovites d'avant-garde de l'époque.
En 1988, Nakhova est l'une des plus jeunes artistes incluses dans la première vente aux enchères de Sotheby's à Moscou. La vente aux enchères « révolutionnaire », intitulée « Avant-Garde and Soviet Art », a réalisé plus de 3 000 000 $ et a marqué une avancée majeure dans l'ouverture de l'art russe aux marchés d'Europe occidentale et d'Amérique. Le travail de Nakhova a attiré l'attention de la galeriste américaine Phyllis Kind (en), qui a offert à l'artiste trois expositions personnelles à New York au début des années 1990, les premières expositions de Nakhova aux États-Unis[réf. souhaitée].
De 1994 à 1997, elle est professeure d'art contemporain à l'université d'État de Wayne, à Detroit, aux États-Unis. Elle enseigne aussi à l'université Carnegie-Mellon, à l'université de Princeton et à l'Académie internationale d'été des Beaux-Arts de Salzbourg (de). En 2011, Nakhova est présentée comme invitée spéciale de la quatrième Biennale d'art contemporain de Moscou au musée d'Art moderne de Moscou (en). Dans le cadre d'une rétrospective à grande échelle de l'œuvre de Nakhova, son installation séminale Room No. 2 (1983-1987) est le résultat de sa frustration face au régime soviétique oppressif (l'État soviétique n'autorisait que les artistes travaillant dans le style réaliste socialiste soviétique à exercer), depuis dans son appartement moscovite où elle vit toujours aujourd'hui.
En 2013, Nakhova reçoit le prix Kandinsky dans la catégorie Projet de l'année, l'une des plus hautes distinctions de l'art contemporain russe, pour son œuvre Untitled. Nakhova la définit comme « [sa] compréhension de l'histoire telle qu'elle est appréhendée à travers l'histoire de ma famille — ma grand-mère, mon grand-père exécuté, ma mère, mon père et mon passé —. C'est ma tentative de comprendre l'état de choses inexplicable qui a régné dans mon pays au cours du siècle dernier, et de comprendre à travers l'imagerie privée comment des millions de personnes ont été effacées de l'histoire et heureusement oubliées ; comment les gens ont été aveuglés et leurs âmes détruites pour qu'ils puissent vivre sans mémoire et sans histoire ».
Nakhova vit et travaille à Moscou et dans le New Jersey.

#### Biennale de Venise 2015
En 2015, Nakhova est choisie pour représenter la Russie dans son pavillon à la Biennale de Venise. Elle devient ainsi la première femme artiste à représenter la Russie dans un pavillon solo,. « Basé sur un dialogue avec la structure du pavillon elle-même, conçue par Aleksei Shchusev en 1914, The Green Pavilion se rapporte autant à l'art de l'installation qu'à l'architecture », écrit Stella Kesaeva, présidente de la Stella Art Foundation, dans le catalogue de l'installation. « Comme pour le projet de [Vadim] Zakharov (en), les caractéristiques architecturales du pavillon constituent une composante importante de l'installation de Nakhova. Cette fois, une ouverture a de nouveau été créée entre le premier et le deuxième étage du bâtiment de Schusev, et l'extérieur est peint en vert. Résultat : le Pavillon russe prend des allures de belvédère romantique, tout en cachant en lui la métaphore spatiale du Carré noir de Kasimir Malevitch (1915). Une autre installation présentée dans ce pavillon était son projet Rooms qui était un complexe de cinq espaces différents entre l'art, l'architecture et le point de vue des spectateurs. » .

## Expositions notables
Le travail de Nakhova a été présenté dans plus de trente expositions individuelles et de nombreuses expositions collectives majeures dans le monde entier. Les principales expositions sont Post Pop: East Meets West (Saatchi Gallery, Londres, 2014) ; Irina Nakhova et Pavel Pepperstein : Moscow Partisan Conceptualism (Orel Art UK, Londres, 2010) ; Moscow Installation (Künstlerhaus, Kalrsruhe, Allemagne, 2006) ; Berlin–Moscow / Moscow–Berlin, 1950–2000 (Martin-Gropius-Bau, Berlin, et Galerie nationale Tretiakov, Moscou, 2003-2004) ; Global Conceptualism: Points of Origin, 1950s–1980s (Queens Museum, New York, 1999) ; Laughter Ten Years After (qui a voyagé dans six musées et galeries aux États-Unis et au Canada, 1995) ; After Perestroika: Kitchenmaids or Stateswomen (Centre international d'art contemporain de Montréal, 1993) ; The Work of Art in the Age of Perestroika (Phyllis Kind Gallery, New York, 1990) ; et Iskunstvo : Moscow–Berlin (Bahnhof Westend, Berlin-Ouest, 1988).
Le travail de Nakhova a également été présenté dans plusieurs expositions collectives, parmi lesquelles Thinking Pictures: Moscow Conceptual Art in the Dodge Collection (Zimmerli Art Museum, université Rutgers, New Brunswick, 2016), Post Pop: East Meets West, Saatchi Gallery (Londres, 2015), Adresse provisoire pour l'art contemporain russe (Musée de La Poste, Paris, 2013).
Elle est représentée par la Nailya Alexander Gallery (en) à New York.

## Conservation
L'œuvre de Nakhova fait partie de collections publiques et privées en France, en Allemagne, en Grande-Bretagne (Tate Modern), en Italie, en Espagne, en Suède, en Suisse, aux États-Unis et en Russie, notamment :
- Musée d'Art moderne de Moscou (en).
- Centre national pour les Arts contemporains (en)
- Galerie nationale Tretiakov à Moscou.

L'œuvre de Nakhova fait partie de la Norton and Nancy Dodge Collection of Soviet Nonconformist Art, l'une des plus grandes collections d'art de l'ère soviétique en dehors de la Russie, amassée par l'économiste américain Norton Dodge (en) de la fin des années 1950 jusqu'à l'avènement de la Perestroïka dans les années 1980. Dodge a passé en contrebande près de 10 000 œuvres d'art de l'URSS aux États-Unis au plus fort de la guerre froide, souvent au prix de grands risques personnels, une histoire longuement détaillée dans The Ransom of Russian Art (1994) de John McPhee. La collection a été donnée à l'université Rutgers au milieu des années 1990, où elle est exposée en permanence au Jane Voorhees Zimmerli Art Museum de l'Université,.